# Cup of Russia de 2000
Cup of Russia de 2000 foi a quinta edição da Cup of Russia, um evento anual de patinação artística no gelo organizado pela Federação de Patinação Artística da Rússia (em russo:  Федерация фигурного катания на коньках Росси), e que fez parte do Grand Prix de 2000–01. A competição foi disputada entre os dias 16 de novembro e 19 de novembro, na cidade de São Petersburgo, Rússia.

## Eventos
- Individual masculino
- Individual feminino
- Duplas
- Dança no gelo

## Medalhistas
| Evento                        | Ouro                                             | Prata                                    | Bronze                                     |
| Individual masculino detalhes | Evgeni Plushenko · Rússia                        | Ilia Klimkin · Rússia                    | Matthew Savoie · Estados Unidos            |
| Individual feminino detalhes  | Irina Slutskaya · Rússia                         | Elena Sokolova · Rússia                  | Sarah Hughes · Estados Unidos              |
| Duplas detalhes               | Elena Berezhnaya · Anton Sikharulidze · Rússia   | Shen Xue · Zhao Hongbo · China           | Dorota Zagorska · Mariusz Siudek · Polônia |
| Dança no gelo detalhes        | Barbara Fusar-Poli · Maurizio Margaglio · Itália | Irina Lobacheva · Ilia Averbukh · Rússia | Galit Chait · Sergei Sakhnovsky · Israel   |

## Resultados

### Individual masculino
| Pos.              | Nome               | Nacionalidade  | Pontos | PC | PL |
| ----------------- | ------------------ | -------------- | ------ | -- | -- |
| Medalha de ouro   | Evgeni Plushenko   | Rússia         | 1.5    | 1  | 1  |
| Medalha de prata  | Ilia Klimkin       | Rússia         | 4.0    | 4  | 2  |
| Medalha de bronze | Matthew Savoie     | Estados Unidos | 4.0    | 2  | 3  |
| 4                 | Ivan Dinev         | Bulgária       | 6.5    | 3  | 5  |
| 5                 | Alexander Abt      | Rússia         | 7.5    | 7  | 4  |
| 6                 | Michael Weiss      | Estados Unidos | 9.0    | 6  | 6  |
| 7                 | Frédéric Dambier   | França         | 11.5   | 5  | 9  |
| 8                 | Yosuke Takeuchi    | Japão          | 12.0   | 10 | 7  |
| 9                 | Fedor Andreev      | Canadá         | 12.0   | 8  | 8  |
| 10                | Vitaly Danilchenko | Ucrânia        | 15.5   | 11 | 10 |
| 11                | David Jäschke      | Alemanha       | 15.5   | 9  | 11 |

### Individual feminino
| Pos.              | Nome               | Nacionalidade  | Pontos | PC | PL |
| ----------------- | ------------------ | -------------- | ------ | -- | -- |
| Medalha de ouro   | Irina Slutskaya    | Rússia         | 1.5    | 1  | 1  |
| Medalha de prata  | Elena Sokolova     | Rússia         | 3.0    | 2  | 2  |
| Medalha de bronze | Sarah Hughes       | Estados Unidos | 4.5    | 3  | 3  |
| 4                 | Sasha Cohen        | Estados Unidos | 6.0    | 4  | 4  |
| 5                 | Viktoria Volchkova | Rússia         | 8.5    | 7  | 5  |
| 6                 | Elena Liashenko    | Ucrânia        | 8.5    | 5  | 6  |
| 7                 | Shizuka Arakawa    | Japão          | 11.0   | 6  | 8  |
| 8                 | Júlia Sebestyén    | Hungria        | 12.5   | 11 | 7  |
| 9                 | Silvia Fontana     | Itália         | 13.0   | 8  | 9  |
| 10                | Annie Bellemare    | Canadá         | 14.5   | 9  | 10 |
| 11                | Alisa Drei         | Finlândia      | 16.0   | 10 | 11 |
| 12                | Andrea Diewald     | Alemanha       | 18.0   | 12 | 12 |

### Duplas
| Pos.              | Nome                                  | Nacionalidade  | Pontos | PC | PL |
| ----------------- | ------------------------------------- | -------------- | ------ | -- | -- |
| Medalha de ouro   | Elena Berezhnaya / Anton Sikharulidze | Rússia         | 1.5    | 1  | 1  |
| Medalha de prata  | Shen Xue / Zhao Hongbo                | China          | 3.0    | 2  | 2  |
| Medalha de bronze | Dorota Zagorska / Mariusz Siudek      | Polônia        | 4.5    | 3  | 3  |
| 4                 | Kyoko Ina / John Zimmerman            | Estados Unidos | 7.5    | 7  | 4  |
| 5                 | Kristy Sargeant-Wirtz / Kris Wirtz    | Canadá         | 8.0    | 4  | 6  |
| 6                 | Tatiana Totmianina / Maxim Marinin    | Rússia         | 9.0    | 8  | 5  |
| 7                 | Aliona Savchenko / Stanislav Morozov  | Ucrânia        | 10.0   | 6  | 7  |
| 8                 | Tiffany Scott / Philip Dulebohn       | Estados Unidos | 10.5   | 5  | 8  |
| 9                 | Julia Shapiro / Dmitri Khromin        | Rússia         | 13.5   | 9  | 9  |

### Dança no gelo
| Pos.              | Nome                                    | Nacionalidade    | Pontos | DC | DO | DL |
| ----------------- | --------------------------------------- | ---------------- | ------ | -- | -- | -- |
| Medalha de ouro   | Barbara Fusar-Poli / Maurizio Margaglio | Itália           | 2.0    | 1  | 1  | 1  |
| Medalha de prata  | Irina Lobacheva / Ilia Averbukh         | Rússia           | 4.0    | 2  | 2  | 2  |
| Medalha de bronze | Galit Chait / Sergey Sakhnovsky         | Israel           | 6.0    | 3  | 3  | 3  |
| 4                 | Tatiana Navka / Roman Kostomarov        | Rússia           | 8.0    | 4  | 4  | 4  |
| 5                 | Albena Denkova / Maxim Staviyski        | Bulgária         | 10.6   | 5  | 6  | 5  |
| 6                 | Marie-France Dubreuil / Patrice Lauzon  | Canadá           | 11.4   | 6  | 5  | 6  |
| 7                 | Sylwia Nowak / Sebastian Kolasiński     | Polônia          | 14.0   | 7  | 7  | 7  |
| 8                 | Alia Ouabdelsselam / Benjamin Delmas    | França           | 16.0   | 8  | 8  | 8  |
| 9                 | Svetlana Kulikova / Arseni Markov       | Rússia           | 18.4   | 10 | 9  | 9  |
| 10                | Zita Gebora / Andras Visontai           | Hungria          | 19.6   | 9  | 10 | 10 |
| 11                | Kateřina Kovalová / David Szurman       | República Tcheca | 22.0   | 11 | 11 | 11 |

## Quadro de medalhas
| Ordem | País           | Medalha de ouro | Medalha de prata | Medalha de bronze |    | Ordem por total |
| ----- | -------------- | --------------- | ---------------- | ----------------- | -- | --------------- |
| 1     | Rússia         | 3               | 3                |                   | 6  | 1               |
| 2     | Itália         | 1               |                  |                   | 1  | 3               |
| 3     | China          |                 | 1                |                   | 1  | 3               |
| 4     | Estados Unidos |                 |                  | 2                 | 2  | 2               |
| 5     | Polônia        |                 |                  | 1                 | 1  | 3               |
| TOTAL | TOTAL          | 4               | 4                | 4                 | 12 | —               |